# Extractive Industries Transparency Initiative

Logo der Extractive Industries Transparency Initiative

Die Extractive Industries Transparency Initiative (EITI) (deutsch Initiative für Transparenz im rohstoffgewinnenden Sektor) ist eine internationale Initiative unter Beteiligung zahlreicher Nichtregierungsorganisationen, Unternehmen und Staaten, die sich speziell der Transparenz der Einnahmen von Entwicklungsländern aus dem Abbau von Rohstoffen widmet.
Zweck dieser Initiative ist es, die Korruption in Ländern mit Rohstoffreichtum zu bekämpfen und die sog. Good Governance zu stärken, indem man Zahlungsströme, die aus rohstofffördernden Unternehmen als Abgaben an den Staat gehen (Steuern, Royalties etc.), mit denen vergleicht, die der Staat von Unternehmen erhält. Damit soll verhindert werden, dass diese Gelder an öffentlichen Haushalten vorbeigeleitet, unterschlagen oder für irgendwelche Zwecke verwendet werden, für die aus gesamtwirtschaftlicher Sicht keine oder nur geringe Priorität besteht.
Mit der Einführung des EITI-Standards im Juli 2013 wurde die Offenlegungspflicht von Regierungen und Firmen bedeutend ausgeweitet, z. B. auf Aktivitäten staatlicher Unternehmungen, Zahlungsströme für den Transport von Rohstoffen und die Verteilung an Regionen und Städte.

## Geschichte
In den späten 1990er und frühen 2000er Jahren gab es eine wachsende Zahl akademischer Literatur zum Thema Rohstoffe und Rohstoffgovernance. Ökonomen wie Jeffrey Sachs, Joseph Stiglitz, Terry Lynn Karl und Paul Collier widmeten sich zunehmend der Frage des „Ressourcenfluchs“ und untersuchten das scheinbare Paradox, dass Rohstoffreichtum in den meisten Ländern nicht zum Wirtschaftswachstum führt, sondern häufig mit erhöhter Armut, Konflikten und Korruption einhergeht.
2002 hatte der damalige britische Premierminister Tony Blair am Weltgipfel für nachhaltige Entwicklung beabsichtigt, in einer Ansprache die Grundzüge der Initiative für Transparenz in den rohstoffgewinnenden Industrien aufzuzeichnen. Aufgrund von Spannungen zwischen Tony Blair und dem Präsidenten Zimbabwes, Robert Mugabe, wurden die Grundzüge als solche nicht ausgeführt. 2003 lud das britische Entwicklungsministerium daraufhin Akteure aus Wirtschaft, Zivilgesellschaft und Regierungen ein, die Grundprinzipien einer solchen Initiative auszuarbeiten. Die zwölf Prinzipien wurden 2003 auf einer Konferenz in London vorgestellt und eine Pilotphase der EITI in Nigeria, Aserbaidschan, Ghana und der Kirgisischen Republik gestartet. Die Leitung der Initiative lag weiterhin beim britischen Ministerium für internationale Entwicklung.
Die Extractive Industries Transparency Initiative (EITI) wurde am Weltwirtschaftsgipfel 2003 in Évian-les-Bains bestätigt. Die Weltbank hat 2004 den EITI Multi-Donor Fund eingerichtet, der im Sommer 2005 ein Volumen von 1,5 Millionen GBP umfasste.
Auf der zweiten EITI-Konferenz im März 2005 wurden in London sechs Kriterien erarbeitet, welche die Mindestanforderungen für Transparenz im Ressourcenmanagement in den Bereichen Öl, Gas und Bergbau festlegten und damit den Grundstein der Organisation legten. Auf dieser Konferenz wurde auch eine internationale Beratergruppe (IAG) unter dem Vorsitz von Peter Eigen eingerichtet, um die weitere Arbeit zur Einrichtung und für das Funktionieren der EITI zu begleiten. Auf Empfehlung der internationalen Beratergruppe wurde im Oktober 2006 ein unabhängiges internationales Sekretariat in Oslo eingerichtet und ein Vorstand aus verschiedenen Projektbeteiligten (Multi-Stakeholder Board) ins Leben gerufen.

## Tätigkeiten
Die EITI veröffentlicht auf ihrer Webseite eine Liste aller Länder, die ihre Zahlungsströme bereits offenlegen, die Offenlegung vorbereiten oder dies angekündigt haben.  Deutschland ist seit Februar 2016 EITI-Mitglied.
Aktuell sind folgende Staaten Mitglieder der EITI (Stand: Februar 2018):
Afghanistan, Albanien, Armenien, Burkina Faso, Kamerun, Zentralafrikanische Republik, Tschad, Kolumbien, Côte d’Ivoire, Demokratische Republik Kongo, Dominikanische Republik, Äthiopien, Deutschland, Ghana, Guatemala, Guinea, Guyana, Honduras, Indonesien, Irak, Kasachstan, Kirgisische Republik, Liberia, Madagaskar, Malawi, Mali, Mauretanien, Mexiko, Mongolei, Mosambik, Myanmar, Nigeria, Norwegen, Papua-Neuguinea, Peru, Philippinen, Republik Kongo, São Tomé und Príncipe, Senegal, Seychellen, Sierra Leone, Salomon-Inseln, Suriname, Tadschikistan, Tansania, Timor-Leste, Togo, Trinidad und Tobago, Ukraine, Großbritannien, Sambia.
Die EITI veröffentlicht auf ihrer Webseite außerdem eine Liste der bereits veröffentlichten Reports.

## Organisation
Der aktuelle Vorsitzende (Chair of the Board) ist Frederik Reinfeldt, ehemaliger Premierminister von Schweden. Die vorherigen Vorsitzenden waren Clare Short (2011–2016) und Peter Eigen (2006–2011). Den globalen EITI-Prozess unterstützt das Internationale Sekretariat mit Sitz in Oslo, Norwegen.

## Kritik
Eine der am häufigsten formulierten Kritiken an der EITI zielt auf die Freiwilligkeit der Initiative ab. Keinem der Mitglieder drohen ernsthafte Sanktionen, sollten sie den Standard nicht einhalten, und aus diesem Grund ist es für die Initiative auch schwierig, auf mögliche Missstände ernsthaft reagieren zu können. Ein kritischer Punkt besteht auch darin, dass es immer wieder Länder gibt, in denen die Zivilgesellschaft systematisch an ihrer Arbeit gehindert wird. Mit der Annahme des äthiopischen EITI-Antrags wurde auch die Glaubwürdigkeit des Gremiums in Frage gestellt, da die Zivilgesellschaft hier offensichtlich bereits zum Zeitpunkt der Antragstellung nicht frei agieren konnte. In Bezug auf die EITI-Mitgliedschaft Aserbaidschans wurde der EITI vorgeworfen, auf die Menschenrechtsverletzungen im Land nicht angemessen zu reagieren und sich auch hier nicht ausreichend für den Schutz der Zivilgesellschaft einzusetzen. Im März 2017 trat Aserbaidschan denn auch aus der EITI aus. Die Ökonomen Ivar Kolstad und Arne Wiig kritisieren außerdem, dass Transparenzmaßnahmen allein nicht ausreichend seien. Nur freie Medien und eine Gesellschaft mit einem Bildungshintergrund könnten Informationen in die Bevölkerung tragen und auf Regierungen und Unternehmen Druck ausüben.